# Centro Palmares de Estudos e Assessoria por Direitos
O Centro Palmares de Estudos e Assessoria por Direitos, ou simplesmente Centro Palmares, é uma Organização da Sociedade Civil, sem fins lucrativos, fundada em 30 de outubro de 2011, com sede nacional em Salvador (BA), e presença em nove Estados brasileiros, que busca colaborar para transformações na sociedade que levem ao desenvolvimento saudável, sustentável e solidário. 
É uma organização é formada por profissionais que atuam na defesa de que todas as pessoas têm direito a um ambiente saudável e seguro, bem como à participação plena na vida cultural e política. O Centro Palmares desenvolve estudos, pesquisas, projetos, políticas públicas, campanhas de conscientização e mobilização social e a promoção de eventos culturais e políticos.
A organização se identifica como um coletivo de militantes sociais, vigilantes nas lutas contra o racismo, desigualdades sociais, machismo, patriarcado, capacitismo, xenofobia, lgbtfobia e todas as demais formas de opressões que se constituem como mecanismos de perpetuação da pobreza, miséria, exploração e violência. Comprometida com a promoção da igualdade racial e de gênero, que entendemos ser um direito humano fundamental e necessário para a superação das desigualdades sociais e econômicas.

## Afoxé Bamboxê
O Afoxé Bamboxê, nasceu no dia 20 de novembro de 2009, em Salvador (BA), com a proposta de ser bloco carnavalesco, mas não se limitando a isso, ao ao longo dos anos, foi se consolidando como uma experiênica de etnodesenvolvimento, profundamente enraizada na região do complexo do Nordeste de Amaralina, comprometido com a promoção da democracia, da diversidade cultural e da igualdade, funcionando como uma verdadeira contra-mola, resistindo às adversidades e buscando restaurar um estado de paz, alegria e criatividade na comunidade.
Em 2022, após um longo processo de amadurecimento, os seus componentes históricos resolvem se incorporarem ao Centro Palmares e organizar internamente, passando a ser um programa institucional de etnodesevolvimento social tendo a cultura, direitos humanos e liberdade religiosa como o tripé de suas ações.
Mantendo no coração do programa, como ação prioritária o Afoxé Bamboxê como expressao dos valores ancestrais do candomblé e da umbanda. Composto por doze músicos locais e cerca de mil foliões, o grupo desfila no Carnaval de Salvador desde asua  fundação, promovendo a cultura afro-brasileira através de danças, capoeira e outras expressões artísticas. Além de suas atividades carnavalescas, o Bamboxê também realiza ações educativas e sociais no Nordeste de Amaralina, enraizando-se ainda mais na comunidade.

## Afropédia
O Afropédia é uma iniciativa do Centro Palmares, que nasce de um projeto em parceria com a Fundação Euclides da Cunha, Universidade Federal Fluminense, Ministério da Igualdade Racial e a Fundação de Cultura do Estado da Bahia, mas que se consolidou como um programa permanente de diálogos analíticos da relação da comunicação nas mídias digitais e o racismo estrutural. 
Entendendo que a escrita é uma ferramenta de poder, o Afropédia colaborou para o enfrentamento ao racismo através da facilitação do letramento digital e racial, do diálogo institucional entre diferentes representações do Movimento Negro Brasileiro para fortalecer a ocupação dos espaços das mídias digitais e oportunizar aos fazedores de cultura a condição de escreverem na Wikipédia sobre suas referências e inspirações.
A Afropédia nasceu da vontade de inspirar e gerar informações sobre as referências das figuras históricas, movimentos culturais, linguagens artísticas, religiosidade, tradições e muito mais, relacionados à negritude e ao povo africano. A contextualização temática envolveu os conhecimentos ancestrais, as contemporaneidades e os olhares futuros que fortalecem as lutas e criam o ambiente para as novas conquistas dos povos negros.
Assim, a Afropédia tem por objetivo fortalecer a articulação institucional entre as entidades da sociedade civil que trabalhavam no enfrentamento ao racismo, na defesa da democracia e na instrumentalização das mídias digitais como ferramenta de promoção mundial da cultura negra. Como forma de potencializar essas tarefas, em sua primeira edição (durante o primeiro semestre de 2025) foram realizados Seminários e Editatonas que instrumentalizaram o acesso, a escrita e a retroalimentação da criação de verbetes na Wikipédia.

## Atipicidades
O Atipicidades, programa institucional do Centro Palmares voltado à comunidade atípica, está presente em diversas cidades da Bahia, é dedicado à defesa de direitos especialmente crianças e adolescentes com TEA e/ou outras neurodivergências, atuando no sentido de colaborar para a implementação de políticas públicas, assegurando acesso a serviços de saúde adequados, educação inclusiva e oportunidades de trabalho, visando a dignidade tanto dos autistas quanto de suas famílias e redes de apoio.
O Centro Palmares representa cerca de 30 grupos de mães atípicas em uma uma ação coletiva para garantir terapias multidisciplinares para crianças e adolescentes no Estado da Bahia, tanto na rede pública quanto privada. Essa iniciativa busca proteger os direitos dos autistas e suas famílias, promovendo uma maior inclusão e acesso a serviços essenciais. A ação continua em andamento para garantir o cumprimento da decisão judicial e o apoio contínuo à comunidade atípica na Bahia.
O Atipicidades tem duas unidades de atendimento direto à crianças com autismo, fornecende apoio psicosocial e terapias inclusicas, sendo o primeiro o Núcleo Atipicidades de Ação Social - NAS, situado em Catu (BA). O segundo é o Ativos no TEA que atua em Alagoinhas (BA) e Lauro de Freitas (BA). Ambas as unidades possuem ações e direcionamentos próprios de acordo com as particularidades e necessidades locais, são ações diretas com crianças e adolescentes autistas e seus familiares, as ações possuem articulações com comerciantes e instituições locais, além de apoio jurídico, através da Defensoria Pública do Estado, que lutam diariamente pela inclusão, respeito à diversidade e a garantia de direitos

## Fóruns e Redes
Por priorizar a atuação em rede, estabelecendo vínculos com outras organizações e instituições nacionais e internacionais, a fim de ampliar a nossa atuação, potencializando  os resultados de nossas ações, o Centro Palmares é membro e/ou signatário de iniciaticas que atuam principalmente na promoção da Cultura, preservação e salvaguarda do Patrimônio Cultural Imaterial, defesa dos Direitos Humanos, Justiça Ambiental e da Democracia, dentre elas:
- Fórum de Entidades em Defesa do Patrimônio Cultural Brasileiro - Fórum do Patrimônio
- Plataforma de Direitos Humanos – Dhesca Brasil
- Plataforma dos Movimentos Sociais por Outro Sistema Político
- Plataforma por um Novo Marco Regulatório das Organizações da Sociedade Civil - Plataforma MROSC
- Rede Brasileira de Justiça Ambiental - RBJA

## Prêmiações

#### Selo Lilas (2024)
Certificação concedida pelo Governo do Estado da Bahia, por meio da Secretaria de Políticas para as Mulheres (SPM), a empresas e organizações que promovem a igualdade de gênero e combatem a discriminação e a violência contra a mulher no ambiente de trabalho. O Selo Lilás é baseado na Lei Estadual 14.343/2021 e regulamentado pelo Decreto Estadual nº 22.173/2023

## Conselhos de Participação Social
| Conselho                                                                      | Sigla   | Atuação               | Representante                                       |
| ----------------------------------------------------------------------------- | ------- | --------------------- | --------------------------------------------------- |
| Conselho Nacional de Segurança Alimentar e Nutricional                        | CONSEA  | Brasil                | Danilo Moura (Titular) Mário Nunes (Suplente)       |
| Conselho Municipal dos Direitos da Pessoa com Deficiência                     | COMPED  | Salvador (BA)         | Faiana Amorim (Titular)                             |
| Conselho Municipal dos Direitos da Pessoa com Deficiência de Lauro de Freitas | COMPEDE | Lauro de Freitas (BA) | Fernanda Paranhos (Titular) Danilo Moura (Suplente) |
| Conselho Municipal de Segurança Alimentar e Nutricional de Salvador           | COMSEA  | Salvador (BA)         | Elaíne Souza (Titular) Tatiane Souza (Suplente)     |